# 昭和町町歌
「昭和町町歌」（しょうわちょうちょうか）は、山梨県中巨摩郡昭和町が制定した町歌である。作詞・小沢久四郎、作曲・横山菁児。

## 解説
1981年（昭和56年）11月に町制10周年を記念して制定された。制定時にポリドールが饗場知昭と斉藤昌子のデュエットによる歌唱を収録したシングル盤（規格品番：DI 1426）を製造しているが、町の公式サイト上に町歌の紹介は掲載されていない。
昭和町に関連する町歌以外の楽曲としては、町民音頭として「昭和音頭」および「新昭和音頭」が選定されている。

## 備考
山梨県以外で「昭和町」を称した自治体は過去に秋田県、千葉県、東京都、岡山県の4都県でそれぞれ存在していたが、このうち岡山県吉備郡昭和町は1958年（昭和33年）に本記事の楽曲と同名の「昭和町町歌」（作詞：板口富美子、作曲：信時潔）を制定していた。岡山県の昭和町は山梨県の昭和町が町歌を制定する9年前の1972年（昭和47年）に総社市へ編入合併されたため、山梨と岡山の「昭和町町歌」2曲が並立していた時期は無い。
また、2005年（平成17年）に合併で潟上市となった秋田県南秋田郡昭和町が1959年（昭和34年）に制定していたのは「昭和町民歌」であった。